# Hey You (cântec de Madonna)
Hey You este un cântec pop al Madonnei lansat ca disc single de către studiourile Warner Bros. pentru a promova concertele caritabile Live Earth. A fost scrisă și produsă de Madonna, în colaborare cu Pharrell. Melodia a fost interpretată live de către aceasta, însoțită de un cor de copii, în timpul concertului Live Earth de la Londra pe stadionul Wembley.

## Informații
Cântecul este o re-lucrare a unui demo anterior intitulat „Keep the Trance”, care fusese omis de pe albumul de studio al Madonnei, Confessions on a Dance Floor. Conține multe versuri identice, a fost co-scris și produs de Mirwais Ahmadzaï și are o structură complet diferită - este o melodie tempo electronica/dance, ce diferă de „Hey You”.
Cântecul a fost disponibil pentru descărcare digitală în formaturi MP3 și WMA pe situl MSN. Microsoft a promis că donează $0.25, pentru fiecare descărcare, Alianței pentru Protecția Climatului la primul milion de descărcări.
Download-ul gratuit a durat o săptămână, iar în prezent este valabil pentru cumpărare pe situri precum iTunes. Interpretarea live a melodiei de la Live Earth a fost pusă pe CD-ul și DVD-ul Live Earth lansat în noiembrie 2007.

## Videoclip
Videoclipul a fost făcut de Johan Söderberg și Marcus Lindkvist pentru a susține Live Earth: Concerte pentru un climat în criză. Nu conține niciun material cu Madonna, însă cuprinde imagini cu diferite culturi, lideri mondiali, problemele de azi și încălzirea globală. Acesta a fost lansat pe 15 iunie 2007.
- Directori: Johan Söderberg, Marcus Lindkvist
- Producător: Sarah Grey
- Producători executivi: Dilly Gent, Kit Hawkins
- Editori: Johan Söderberg, Marcus Lindkvist
- Grafice: Sandberg & Timonen
- Companie de producție: Renck Akerlund Films (RAF)

## Versiuni oficiale
- Hey You (versiunea de single) - 4:16

## Clasamente
„Hey You” nu a fost lansat ca un disc single propriu-zis, deci nu a fost o surpriză că a avut,  considerabil, puține apariții la posturile de radio. Acesta a fost promovat doar prin intermediul concertului de la Londra. Nu a fost lansat fizic ca disc single, ci doar sub format digital.
| Topuri (2007)            | Poziția maximă |
| ------------------------ | -------------- |
| Argentina                | 98             |
| Brazilia                 | 65             |
| Canada                   | 57             |
| Croația (airplay)        | 4              |
| Elveția                  | 55             |
| Estonia (airplay)        | 7              |
| Italia                   | 36             |
| Letonia                  | 33             |
| Lituania (radio Laluna)  | 2              |
| Polonia                  | 47             |
| Republica Cehă (airplay) | 9              |
| Suedia                   | 57             |
| Regatul Unit             | 172            |